# Самохин, Константин Михайлович
Константи́н Миха́йлович Само́хин (14 марта 1915, хутор Бударин, область Войска Донского — 22 февраля 1942, около деревни Аржаники, Смоленская область) — советский офицер, участник Великой Отечественной войны, танкист-ас.

## Биография
Родился 14 марта 1915 года на хуторе Бударин Хопёрского округа области Войска Донского (ныне — Новоаннинский район Волгоградской области).
Выпускник Киевского танкового училища. Член ВЛКСМ с 1928 года, член ВКП(б) с 1933 года.
Участник Советско-финской войны. 31 января 1940 года получил тяжёлое ранение. Был награждён медалью «За боевые заслуги» (20 мая 1940).

## Великая Отечественная война
Начал войну у самой границы в городе Станиславов в 15-й танковой дивизии, также как и Дмитрий Лавриненко. Воевал на БТ-7. С сентября по октябрь 1941 года командир роты 2-го танкового батальона 4-й отдельной танковой бригады. Отличился в боях под Мценском, а потом и на Волоколамском направлении. С октября 1941 года — командир 2-го танкового батальона.

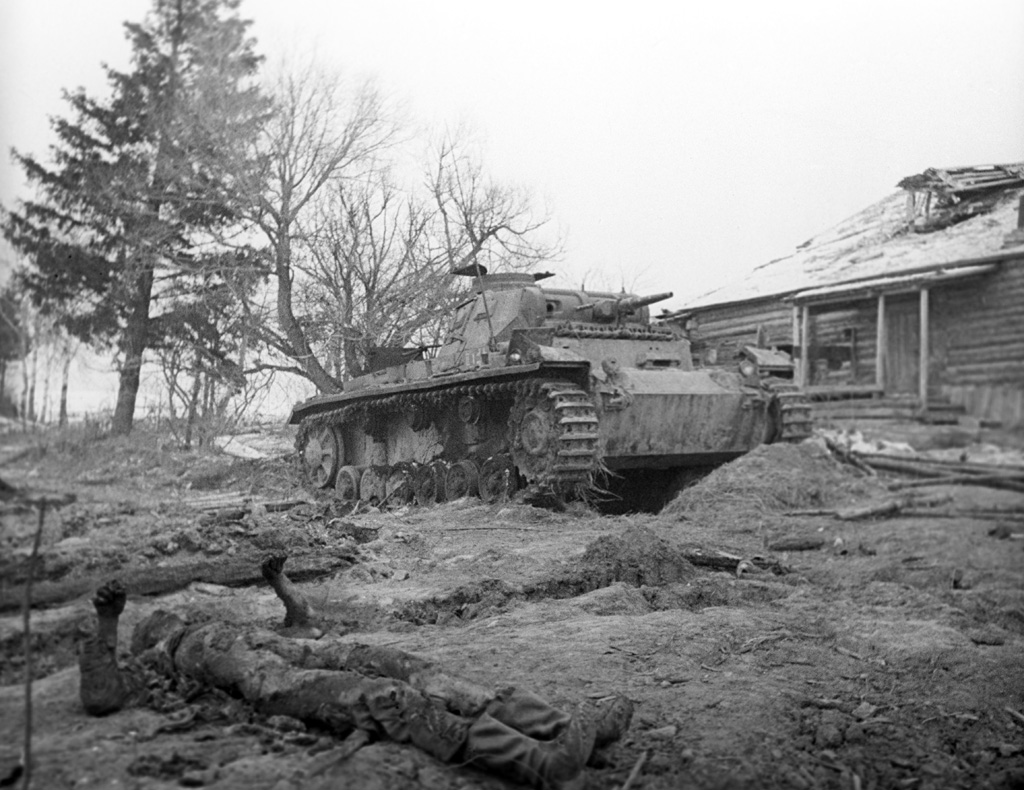
Подбитый немецкий танк у деревни Скирманово, 1941.

13 ноября 1941 года в бою за деревни Скирманово и Козлово в Истринском районе Московской области его экипаж Т-34-76 уничтожил 6 танков, 3 противотанковых орудия, 2 миномёта, полевое орудие, 4 пулемётных гнезда, 10 дзотов и до роты солдат противника. Экипаж К. М. Самохина находился в бою 20 часов. Пять раз экипаж выходил на исходную позицию, пополнялся боеприпасами и снова возвращался в бой. В этот день К. М. Самохин получил тяжёлую контузию. За эти бои был представлен командованием 1-й гвардейской танковой бригады к званию Героя Советского Союза, однако был награждён только орденом Ленина (27 декабря 1941).
В начале декабря 1941 года, сдерживая наступление немецких войск, 1-я гвардейская танковая бригада и 8-я гвардейская стрелковая дивизия отошли на новый рубеж обороны Крюково — Каменка — Горетовка, с которого 6 декабря началось контрнаступление под Москвой. Немцы начали мощное наступление, особенно на участке соседней 18-й ополченческой стрелковой дивизии, пытаясь выйти в тыл 8-й гвардейской стрелковой дивизии и 1-й гвардейской танковой бригады. Бросив в атаку против 18-й стрелковой дивизии большое количество танков и мотопехоты, противник занял населённые пункты Шеметково и Надовражино. Обеспечивая поддержку контратаки частей 18-й стрелковой дивизии, группа К. М. Самохина из 7 Т-34 внезапно атаковала позиции противника в Надовражино. Экипаж Самохина уничтожил 5 танков, 6 самоходных орудий, 50 мотоциклов и до 100 солдат и офицеров. Подошедшие из Турова и Дедова немецкие танки намеревались контратаковать, но группа Самохина вовремя вышла из-под удара, ускользнула из подготовляемого кольца, и немецкие танкисты, потеряв ориентировку, долго и интенсивно обстреливали друг друга: «Вот тут-то мой Самохин и показал им, что такое военная хитрость — артистический манёвр!.. Они лупят друг друга, а Самохин добавляет, а Самохин — добавляет — то одному, то другому!..» Танковая группа вернулась на свой сборный пункт без потерь.
Генерал-майор М. Е. Катуков отмечал в своей статье «Искусство побеждать врага», опубликованной в «Комсомольской правде» 21 июня 1942 года:

Большую роль в войне играет учёт психологических факторов. Важно уловить момент, когда в сознании противника наметится моральный надлом. 2—3 декабря в бою в районе Бакеево был отмечен, на первый взгляд, малозначительный эпизод: 3 наших танка пошли в контратаку, немцы обратились в паническое бегство. Надо учесть, что это было в период, когда немцы ещё наступали. Мы проанализировали этот эпизод. Были возможны три варианта: либо немцы шли на провокацию, заманивая нас в ловушку, либо на этом участке находилось нестойкое вражеское подразделение, либо, наконец, немцы стали выдыхаться. Послали к пункту В. группу в 8 танков под командованием лихого танкиста Самохина, немцы дрались вяло, допуская грубые тактические ошибки. Стало окончательно ясно, что в рядах противника, в связи с затяжной операцией, возникло замешательство.
В декабре лейтенанту К. М. Самохину было присвоено звание гвардии старшего лейтенанта, а в конце февраля 1942 года — гвардии капитана.
К. М. Самохин погиб в бою у деревни Аржаники Смоленской области 22 февраля 1942 года. Герой Советского Союза А. Рафтопулло так описал его последний бой:

Наша гвардейская бригада с боями вышла на землю Кармановского района Смоленской области 19 февраля 1942 года. Первой деревней, за которую мы здесь сражались, была деревня Петушки из 80 дворов. Фашисты сопротивлялись яростно, и уже на этом рубеже едва не погиб наш любимец Костя Самохин — в его танк попал снаряд большого калибра; комбат уцелел чудом. Он был контужен, плохо слышал, но уйти в санитарную часть отказался.
Бои за Петушки продолжались — деревня трижды переходила из рук в руки. Все же через несколько дней мы фашистов отбросили и двинулись дальше. Батальоны капитана Бурды и старшего лейтенанта Самохина стояли недалеко от селений Ветрово и Аржаники.
22 февраля Самохина вызвал к себе генерал Катуков. Он поздравил его с присвоением звания капитана… Ночью батальон вышел на исходный рубеж для штурма деревни Аржаники. Это был очень яростный бой. Деревня была освобождена, но молодой комбат Самохин, только что ставший капитаном, погиб.

Вечером 22 февраля было решено овладеть деревней Аржаники двумя сводными группами танков. Самохин возглавил одну из групп и повел её в атаку. У самой деревни танк был подбит. Три тяжелых снаряда пробили его броню, танк загорелся. Все члены экипажа были убиты и сгорели в танке. Тяжело раненый Костя Самохин с трудом выбросился из танка и вскоре умер на поле боя.
— Я. Комлов, полковник в отставке, бывший комиссар танкового полка 1-й гвардейской танковой бригады
Всего за четыре с половиной месяца боёв экипажем К. М. Самохина было подбито более 30 танков и САУ. По некоторым оценкам, за более чем 30 боёв его личный счёт составил 69 танков, 10 самоходных, 31 противотанковое и 30 артиллерийских орудий, 12 тягачей, 50 автомашин и бронеавтомобилей, а также до 600 солдат и офицеров противника.
Похоронен в братской могиле № 4 в центре посёлка Карманово (Гагаринский район Смоленской области).

## Память
Приказом 1-й гвардейской танковой бригады 073 от [[7 м{{книга|автор=Давыдов В. А., Ярошенко В. В.|заглая]] 1943 года зачислен навечно в списки личного состава частей и подразделений бригады. Одна из улиц посёлка Карманово и средняя школа носят имя Самохина.
У южной окраины деревни Аржаники, где погиб К. М. Самохин, на месте первоначального его захоронения воздвигнут обелиск.
Несмотря на то, что К. М. Самохин отличился во многих боях и зарекомендовал себя настоящим мастером танкового боя, ему не было присвоено звание Героя Советского Союза. Не поднимался вопрос об этом и после окончания Великой Отечественной войны.

## Награды
Награждён 4 орденами, а также медалями:
- Орден Ленина (27 декабря 1941 года[3])
- Два ордена Красного Знамени (11 января 1942 года[3], ???)
- Орден Красной Звезды
- Медали «За отвагу», «За боевые заслуги» (20 мая 1940 года[3]) и посмертно «За оборону Киева»[3] и «За оборону Москвы»[3].

## Семья
Мать, Дарья Михайловна Самохина, проживала в станице Бударино Сталинградской области.
Два брата — Сергей Михайлович Самохин, проживал в городе Казани и Пётр Михайлович Самохин, проживал в городе Люберцы.
Дочь Алла (1937), сын Всеволод (1941).

## Оценки и мнения
Я. Комлов, полковник в отставке, бывший комиссар танкового полка 1-й гвардейской танковой бригады:

В этом молодом человеке сочетались такие замечательные качества, как смелость, дерзость в бою, решительность и высокое боевое мастерство, физическая выносливость, образцовая дисциплинированность, инициатива, беспредельная преданность своей любимой Родине.
…
После второго боя, в котором Костя Самохин проявил незаурядные качества командира и показал беспримерные образцы героизма, мужества и отваги, командир 1-й гвардейской танковой бригады генерал-майор, ныне маршал бронетанковых войск М. Е. Катуков сказал:
— Самохин — это ас гвардейской бригады.